# Hans vän 'Flicka'
Hans vän 'Flicka' (engelska: My Friend Flicka) är en amerikansk långfilm från 1943 i regi av Harold D. Schuster, med Roddy McDowall, Preston Foster, Rita Johnson och James Bell i rollerna. Filmen bygger på en ungdomsbok med samma titel av Mary O'Hara. En ny filmatisering kom ut 2006 med Tim McGraw i huvudrollen.

## Handling
Filmen handlar om pojken Ken, som är son till en hästuppfödare på den amerikanska prärien. Han drömmer om att få en egen häst och mest av allt fölet Flicka. Men hans far tycker inte att han gjort sig förtjänt av fölet...

## Rollista
| Roddy McDowall | – Ken McLaughlin  |
| Preston Foster | – Rob McLaughlin  |
| Rita Johnson   | – Nell McLaughlin |
| James Bell     | – Gus             |
| Patti Hale     | – Hildy           |
| Jeff Corey     | – Tim Murphy      |